# Olympic Oval
Olympic Oval je rychlobruslařská hala ve městě Calgary v kanadské provincii Alberta. Postavena byla v letech 1985–1987 pro konání rychlobruslařských soutěží na Zimních olympijských hrách 1988. Jedná se o jednu z prvních krytých rychlobruslařských hal na světě a první, ve které se konaly olympijské závody. Nachází se v nadmořské výšce 1105 m, což z ní činí také jednu z nejrychlejších drah na světě, během ZOH 1988 zde bylo překonáno sedm tehdejších světových rekordů a ve zbylých třech závodech byly ustanoveny nové olympijské rekordy. Hala má kapacitu 2000 diváků, kterou lze při velkých akcích dočasně zdvojnásobit. Disponuje standardním ledovým oválem o délce 400 m se dvěma drahami, uprostřed kterého se nachází dvě ledové plochy mezinárodních rozměrů pro short track nebo lední hokej.

## Velké akce
První akcí, která se zde konala, byl v prosinci 1987 mítink Světového poháru. Po ZOH je hala pravidelně využívána jako místo konání kanadských mistrovství, probíhají zde také mítinky Světového poháru a světové šampionáty.
- Zimní olympijské hry 1988
- Mistrovství světa ve víceboji žen 1990
- Mistrovství světa juniorů 1991
- Mistrovství světa ve víceboji mužů 1992
- Mistrovství světa ve sprintu 1994
- Mistrovství světa juniorů 1996
- Mistrovství světa na jednotlivých tratích 1998
- Mistrovství světa ve sprintu 1999
- Mistrovství Severní Ameriky a Oceánie 2000
- Mistrovství světa ve sprintu 2003
- Mistrovství Severní Ameriky a Oceánie 2004
- Mistrovství Severní Ameriky a Oceánie 2006
- Mistrovství světa ve víceboji 2006
- Mistrovství Severní Ameriky a Oceánie 2008
- Mistrovství Severní Ameriky a Oceánie 2010
- Mistrovství světa ve víceboji 2011
- Mistrovství Severní Ameriky a Oceánie 2012
- Mistrovství světa ve sprintu 2012
- Mistrovství Severní Ameriky a Oceánie 2014

## Rekordy dráhy
Stav k 19. březnu 2014.
| Závod               | Jméno                                               | Čas (body)   | Datum               |
| ------------------- | --------------------------------------------------- | ------------ | ------------------- |
| 100 m               | Júja Oikawa                                         | 9,45         | 2. března 2007      |
| 500 m               | Jeremy Wotherspoon                                  | 34,05        | 12. března 2008     |
| 1000 m              | Shani Davis                                         | 1:06,91      | 6. prosince 2009    |
| 1500 m              | Denny Morrison                                      | 1:42,01      | 12. března 2008     |
| 3000 m              | Eskil Ervik                                         | 3:37,28 (WR) | 5. listopadu 2005   |
| 5000 m              | Sven Kramer                                         | 6:03,32 (WR) | 17. listopadu 2007  |
| 10 000 m            | Sven Kramer                                         | 12:51,60     | 18. března 2006     |
| stíhací závod       | Nizozemsko Jan Blokhuijsen Koen Verweij Sven Kramer | 3:37,17      | 9. listopadu 2013   |
| 2×500 m             | Jeremy Wotherspoon                                  | 68,310 (WR)  | 15. března 2008     |
| sprinterský čtyřboj | Stefan Groothuis                                    | 136,810      | 28.–29. ledna 2012  |
| malý čtyřboj        | Erben Wennemars                                     | 146,365 (WR) | 12.–13. srpna 2005  |
| velký čtyřboj       | Shani Davis                                         | 145,742 (WR) | 18.–19. března 2006 |

V tréninkovém závodě na 3000 m dne 2. listopadu 2013 zajel Denis Juskov v hale Olympic Oval nejrychlejší čas historie 3:34,37. Ten však nebyl uznán jako světový rekord, protože se jednalo o závod ve čtveřicích, namísto standardních dvojic.
| Závod               | Jméno                                                                | Čas (body)    | Datum                  |
| ------------------- | -------------------------------------------------------------------- | ------------- | ---------------------- |
| 100 m               | Jenny Wolfová                                                        | 10,28         | 2. března 2007         |
| 500 m               | I Sang-hwa                                                           | 36,74         | 9. listopadu 2013      |
| 1000 m              | Christine Nesbittová                                                 | 1:12,68       | 28. ledna 2012         |
| 1500 m              | Cindy Klassenová                                                     | 1:51,85       | 18. března 2006        |
| 3000 m              | Cindy Klassenová                                                     | 3:53,34 (WR)  | 18. března 2006        |
| 5000 m              | Cindy Klassenová                                                     | 6:48,97       | 18. března 2006        |
| 10 000 m            | Martina Sáblíková                                                    | 13:48,33 (WR) | 15. března 2007        |
| stíhací závod       | Kanada Kristina Grovesová Christine Nesbittová Brittany Schusslerová | 2:55,79 (WR)  | 6. prosince 2009       |
| 2×500 m             | Jenny Wolfová                                                        | 74,170        | 16.–17. listopadu 2007 |
| sprinterský čtyřboj | Cindy Klassenová                                                     | 155,576 (WR)  | 15.–17. března 2001    |
| miničtyřboj         | Cindy Klassenová                                                     | 154,580 (WR)  | 18.–19. března 2006    |
| malý čtyřboj        | Cindy Klassenová                                                     | 154,580 (WR)  | 18.–19. března 2006    |